# Anker (elektronica)
Anker Innovations Co., Ltd (Anker) is een Chinees bedrijf dat consumentenelektronica produceert. Het bedrijf is opgericht in september 2011 door Steven Yang en het hoofdkantoor staat in Changsha. In 2020 werd Zhao Dongping aangesteld als nieuwe CEO.

## Producten

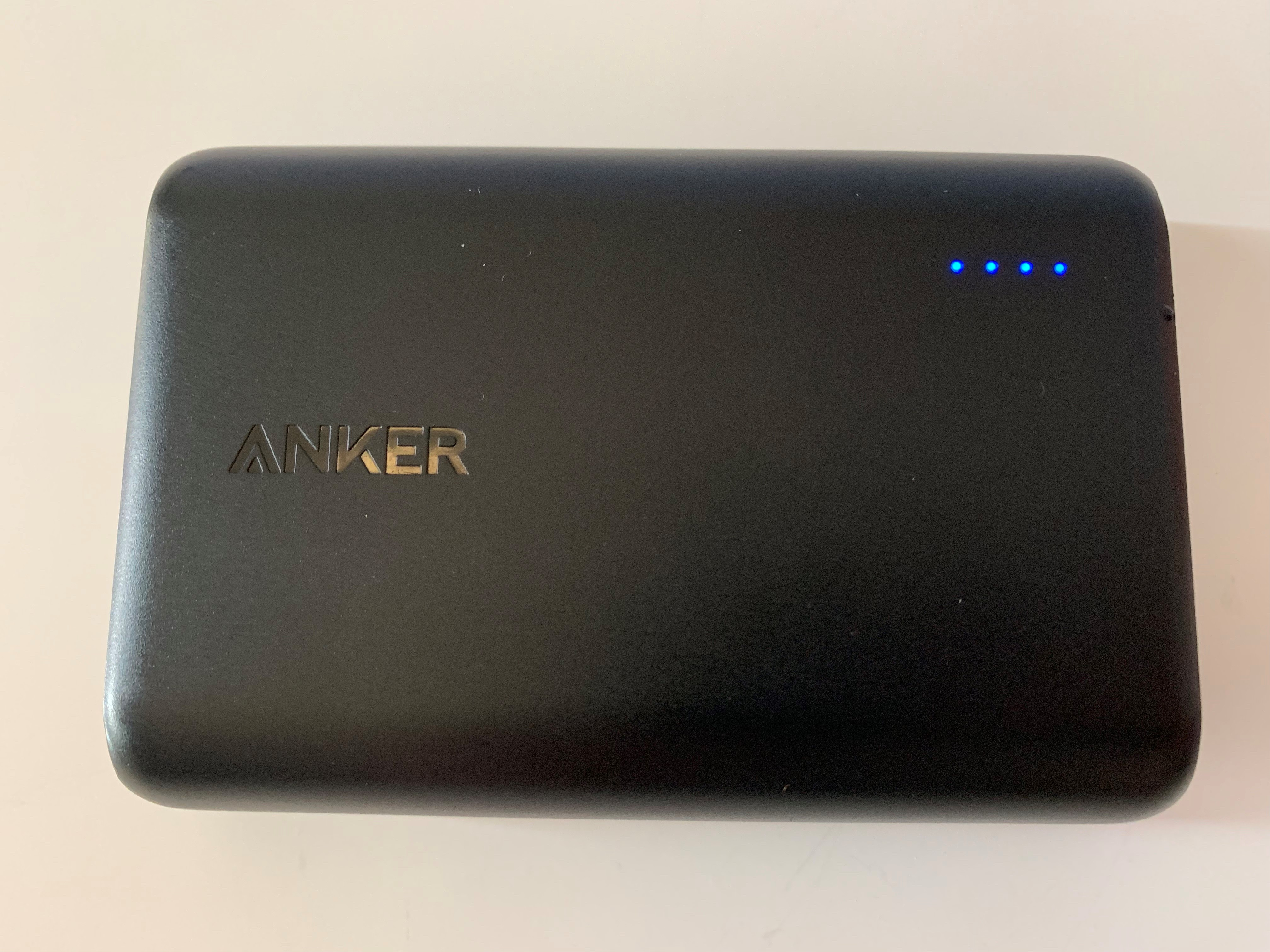
Een powerbank van Anker

De producten van Anker werden aanvankelijk exclusief verkocht via Amazon Marketplace, een e-commerceplatform van Amazon. Vanaf 2016 werden de producten ook verkocht in Amerikaanse winkels als Best Buy, Target en Kohl's.
- batterijladers en powerbanks
- oplaadkabels
- hoofdtelefoons en oordopjes
- draadloze luidsprekers
- soundbars
- beveiligingscamera's
- zaklampen

Het bedrijf hanteert verschillende merknamen voor specifieke producten, zoals Soundcore, Eufy, Nebula, Roav en Bolder.

## Eufy
Beveiligingsonderzoeker Paul Moore ontdekte in 2022 dat de beveiligingscamera's van Eufy, een merknaam van Anker, ongevraagd beelden uploaden naar het internet, ook al had Moore dit uitgeschakeld. Daarbij bleek het product slecht beveiligd. Zo konden de beelden van elke camera worden opgevraagd en waren deze niet versleuteld of met een wachtwoord afgeschermd.
Eufy gaf aan dat de camerabeelden wel altijd versleuteld bewaard worden op de beveilingscamera zelf en dat de geüploade beelden alleen nodig zijn voor pushmeldingen op een smartphone.